# Jaguar XJ220
De Jaguar XJ220 is een supersportwagen van het Britse merk Jaguar. De auto werd gemaakt door de Jaguar Sport divisie tussen 1992 en 1994. De auto was enige tijd de snelste productieauto totdat de McLaren F1 zijn opwachting maakte in 1994.

## Conceptauto
Het idee om een supersportwagen te maken werd positief ontvangen door de directie van Jaguar die vervolgens besloot het project te financieren. Tom Walkinshaw Racing werd gevraagd een 6.2L-versie van Jaguars bekende V12-motor te produceren die 500pk zou moeten voortbrengen. Het ontwerp voor de auto werd gemaakt door Keith Helfet en bevatte onder andere schaardeuren. De naam XJ220 kwam van de gewenste topsnelheid van 220 mph (354 km/h).
De auto werd officieel aangekondigd in 1989 met een prijskaartje van £361.000 (±€450.000). Vanwege de belofte van Jaguar om maximaal 350 auto's te maken werden veel exemplaren vooraf verkocht, dit trok namelijk handelaren aan die zodra ze de auto kregen deze direct weer met winst zouden verkopen.

## Productiemodel
In oktober 1991 werd de productieversie aan het publiek getoond na het conceptmodel flink te hebben aangepast. De grootste verandering was het compleet veranderen van de aandrijving en het weglaten van de speciale deuren. De auto werd aangedreven op de achterwielen in plaats van op alle vier de wielen wat in eerste instantie de bedoeling was. De 6.2L V12 bleek niet mogelijk ten aanzien van onder meer emissieregulering en werd vervangen door een 3.5L V6. Deze motor werd al gebruikt in de rally-auto's van zusterbedrijf Rover en produceerde 549 pk. Het was de eerste keer dat een V6 werd gebruikt om een Jaguar aan te drijven.
De auto werd in 1992 in productie genomen in een speciaal gebouwde fabriek in Bloxham nabij Oxford, de eerste auto's werden geleverd aan klanten in Italië. Onder de eerste kopers waren onder ander Elton John en de Sultan van Brunei.
In totaal werden 281 exemplaren gemaakt en in 1997 waren deze allen verkocht.

## Top Gear
In een aflevering van het BBC programma Top Gear nam een XJ220 het op tegen een Pagani Zonda in een drag race. Onder het mom, "Nieuwer is niet altijd beter", won de XJ220 het van zijn moderne equivalent.